# Namenraten
Namenraten ist ein Gesellschaftsspiel, bei dem die Namensgebungen für Menschen, Tiere, Pflanzen, Länder, Städte, Berufe, Bauwerke oder Ereignisse erkannt und benannt werden sollen.

## Charakter
Namenraten ist ein Spiel, das die Erfahrung, die Phantasie oder das Wissen der Spielenden fordert. Es kann mit seinen Aufgaben und seinem Anspruchsniveau flexibel an die Voraussetzungen der Spielgruppe angepasst werden und auf diese Weise Spielende vom Grundschulalter bis in das Seniorenalter ansprechen und zusammenführen. Als Kennenlernspiel wird es bei Kindergeburtstagen, bei der ersten Begegnung von Schulanfängern im Klassenraum oder auch zur Einführung einander noch fremder Gäste auf Partys eingesetzt.

## Ablauf
Die Mitspieler platzieren sich bei der einfachsten Version des Spiels in einer Runde. Der Spielleiter oder ein Spieler beginnt das Spiel um das Erraten der Vornamen mit der Nennung des ersten Buchstabens, etwa mit dem Hinweis: „Mein Name beginnt mit A. Wisst ihr, wie ich heiße?“. Der Reihe nach darf nun jeder in der Spielrunde raten, ob der richtige Name „Almut“, „Annegret“ oder „Angelina“ bzw. „Antonius“, „Adalbert“ oder „Alexander“ ist. In gleicher Weise stellt jeder der Mitspieler seinen Namen den anderen als Rätselaufgabe.
Wenn auf diese Weise alle einander bekannt geworden sind, kann das Ratespiel mit frei gewählten Vornamen fortgeführt werden. Das Einbeziehen fremdländischer Namen wie „Peer“, „Pankraz“ oder „Persephone“ und kompliziert klingender Namen von Migranten ist dabei von besonderem Reiz und erschwert das Erraten. Zur Erleichterung für die Ratenden wird andererseits nach und nach der nächste Buchstabe verraten. Wer den richtigen Namen errät, darf die Fragerunde mit einem neuen seiner Wahl fortsetzen.

## Varianten
Die Variationsmöglichkeiten des Ratespiels sind vielfältig. Sie können sich auf alles beziehen, was mit einem gebräuchlichen Etikett zu seiner Identifizierung versehen ist. Sie können in fremde Welten, Länder und Zeiten zurückgreifen oder sich auf Spezialgebiete beziehen und damit auch anspruchsvolle Spielerrunden fordern. Sie lassen sich in der methodischen Durchführung und Auswertung abwechslungsreich gestalten und ermöglichen den Einsatz unter verschiedenartigen Sinngebungen, etwa als Kennenlernspiel, als Wettspiel oder als Wissensquiz:

### Personennamen
Das Spiel gewinnt an Vielfalt, Abwechslung und Niveau, wenn auch Namen aus Märchen wie „Rapunzel“, „Schneewittchen“ oder „Rübezahl“ bzw. aus Sagen, Legenden oder aus dem Science-Fiction-Bereich eingeführt werden. Das Raten der Namen prominenter Zeitgenossen aus Sport, Politik, Wissenschaft oder Kulturgeschehen stellt einen weiteren Zielbereich dar. Anspruchsvoller wird das Spiel, wenn auch historische Persönlichkeiten wie „Herodes“, „Atahualpa“,  „Mykerinos“ oder „Xenophon“ mit ins Spiel kommen. Es beginnt dann beispielsweise mit dem Einleitungssatz: „Ich kenne einen alten Griechen. Sein Name beginnt mit „A“ (Archimedes, Achilles, Agamemnon etc.) Wer weiß, wen ich meine?“

### Ländernamen, Städtenamen, Flussnamen, Bergnamen, Inselnamen
Das geographische Wissen wird beansprucht, wenn der Fragesteller das Erraten bestimmter Länder, Städte, Flüsse oder Berge fordert. Das Spiel kann auch noch Jugendliche und Erwachsene reizen, wenn weit entfernte oder auch exotische Länder wie „Papua-Neuguinea“, Inseln wie „Sulawesi“, Städte wie „Ulan-Bator“, Flüsse wie der „Jangtsekiang“ oder Berge wie der „Popocatépetl“ mit ins Spiel kommen.

### Tiernamen, Pflanzennamen, Früchtenamen
In das Gebiet der Biologie, der Tier- oder Pflanzenkunde, führt das Ratespiel, wenn es darum geht, Wildtiere, Vögel, Käfer, Baumarten, Wiesenblumen, Kräuter oder Gartengewächse zu erkennen. Der Einleitungssatz muss einen kurzen Hinweis darauf geben, in welche Richtung sich die Ratenden orientieren müssen.

### Berufs- und Amtsbezeichnungen
Kenntnisse auf dem Sektor Berufe und verschiedener Amtsbezeichnungen sind gefragt, wenn das Ratespiel das Erkennen von Namensgebungen wie „Elektroinstallateur“, „Steuerbevollmächtigter“, „Oberstudiendirektor“ oder „Kommerzialrat“, das Erkennen von historischen Bezeichnungen wie „Kesselschmied“, „Flickschuster“, „Bader“ oder „Feldgeschworener“ bzw. das Entschlüsseln von spaßigen Titeln wie „Entweser“ (Kammerjäger), „Raumkosmetikerin“ (Putzfrau) oder „Barfußdoktor“ (chinesisch) verlangt.

### Bauwerksnamen
Das Erraten berühmter Bauwerke wie der „Cheops-Pyramide“, des „Taj Mahal“ oder der „Brücke am Tay“ wird mit der Formel eingeleitet: „Ich kenne ein weltbekanntes Bauwerk/Gebäude, das ihr nicht kennt.“ Die Raterunde nähert sich dem Rätsel durch Fragen wie „Steht es in Deutschland?“ „Ist es ein religiöses Gebilde?“ Der Rätselsteller antwortet darauf lediglich mit ja oder nein. Bei einer Nein-Antwort wechselt das Fragen zum Nachbarn, der wiederum solange weiter fragen darf, bis er ein ‚Nein’ erhält. Sieger ist, wer sein Geheimnis am längsten, d. h. mit den meisten Nein-Antworten, bewahren kann. Wer die richtige Antwort findet, löst den Fragesteller mit einem neuen Rätsel ab.

### Namenszuordnung
Bei der Variante ‚Namenszuordnung’ geht es darum, Name und Person der einander in der Spielrunde noch unbekannten Teilnehmer zusammenzubringen. Dazu erhält jeder Teilnehmer einen Stift sowie einen Zettel, auf den er seinen Namen notiert und in einen Pool gibt. Dann zieht jeder einen Zettel daraus. Aufgabe ist es, die zu dem Namen passende Person zu identifizieren und ihr den Namenszettel zu übergeben. Im Anschluss erfolgt die Auflösung, indem sich jeder im Kreis mit seinem Namen vorstellt. Wem wurde der richtige Name zugeordnet und wer erhielt die meisten Fehleinschätzungen?

### Namensergänzung
Bei der Variante ‚Namensergänzung’ schreibt jeder in der Spielrunde seinen Namen und Vornamen ohne die Vokale auf einen Zettel. Bei kurzen oder leicht zu erratenden Namen können Name und Vorname auch vertauscht oder aneinandergeschrieben werden. Wem gelingt es, den vollständigen Namen auf dem gezogenen Zettel der ihm unbekannten Person aus der Spielerrunde richtig zu ergänzen und damit zu dekodieren?

## Sonstiges
Das Grimmsche Märchen Rumpelstilzchen handelt von der schwierigen Aufgabe, den sehr ungewöhnlichen Namen des Männleins zu erraten, welcher der Müllerstochter aus ihrer Zwangslage, Stroh zu Gold spinnen zu müssen, geholfen hat.